# الجمعية الوطنية (كوريا الجنوبية)
الجمعية الوطنية لجمهورية كوريا (بالكورية: 대한민국 국회) وغالباً ما تُختصر لتعرف باسم الجمعية الوطنية هي الهيئة التشريعية لكوريا الجنوبية وتتألف من 300 عضو وتتبع نظام البرلمان بغرفة واحدة. ويبلغ مجموع الدوائر الانتخابية المكونة من عضو واحد عدد 253 مقعداً من مقاعد الجمعية، بينما تتوزع المقاعد المتبقية (47 مقعداً) وفقاً لتمثيل نسبي. ويخدم الأعضاء لمدة أربع سنوات.
وفقاً لدستور كوريا الجنوبية تتألف الجمعية من 200 عضو على الأقل. وصل عدد مقاعد الجمعية بحلول عام 1990 إلى 299 عضواً، اُنتخِب 224 من تلك المقاعد عبر الانتخاب المباشر من ضمن الدوائر ذات العضو الواحد في الانتخابات العامة المقامة في شهر أبريل من عام 1988. وجرى انتخاب الممثلون المتبقون (75 مقعداً) من قوائم الأحزاب وذلك بموجب القوانين المعمول بها. ويحدد القانون السن الأدنى للترشح للجمعية العامة عند الثلاثين عاماً. وقد جرى إسقاط شرط سابق نص على أن يكون المرشح قد أقام في البلاد لمدة خمس سنوات بصورة مستمرة كحد أدنى وذلك ضمن التسوية السياسية عام 1987، والتي هدفت إلى إتاحة الفرصة لكيم داي جنغ، الذي كان قد أمضى عدة سنوات في المنفى باليابان والولايات المتحدة خلال الثمانينات للعودة إلى الحياة السياسية. ولا يمكن لرئيس البلاد حل الجمعية.

## البنية والتعيين

### المتحدث
ينص الدستور على أن يرأس الجمعية متحدث وله نائبين اثنين وتقع مسؤوليتهم في تسريع العملية التشريعية. يقوم أعضاء الجمعية بانتخاب المتحدث ونائبيّه لولاية مدتها سنتان عبر الاقتراع السري. لا يرتبط المتحدث بأي حزب سياسي ولا يمكن أن يكون المتحدث ونائبيه وزراء في الحكومة.

### مجموعات التفاوض
يحق للأحزاب الحاصلة على عشرين مقعد وما فوق من مقاعد الجمعية تشكيل مجموعات تفاوض الأعضاء (بالكورية: 교섭단체)، وتخولها التمتع بعدد من الصلاحيات لا تحصل عليها الأحزاب الأقل تمثيلاً، ومنها مقدار أكبر من تمويل الدولة والمشاركة في قمم القادة المحددة للأجندة التشريعية الخاصة بالجمعية.

### العملية التشريعية
يجب على المُشرع رفع مبادرة مشروع القانون إلى المتحدث مع توقيعات ما لا يقل عن عن عشرة أعضاء آخرين عند طرح مشروع القانون. ثم تقوم لجنة بتحرير مشروع القانون للتحقق من ضمانه اللغة والصياغة المناسبة والمنتظمة، ثم يمكن للجمعية الموافقة عليه أو رفضه.

### اللجان
يوجد 16 لجنة دائمة مهمتها فحص القوانين والعرائض الواقعة تحت اختصاصها القضائي الخاص، كما يتعين عليها تأدية مهام أخرى وفقاً لما تمليه القوانين المعنية.
- لجنة التوجيه السكني
- لجنة التشريع والقضاء
- لجنة السياسة الوطنية
- لجنة الاستراتيجية والمالية
- لجنة العلوم وتقنية المعلومات والتخطيط المستقبلي والإذاعة والاتصالات
- لجنة التعليم والثقافة والرياضات والسياحة
- لجنة الشؤون الخارجية والتوحيد
- لجنة الدفاع الوطني
- لجنة الأمن والإدارة العامة
- لجنة الزراعة والغذاء والشؤون الريفية والمحيطات ومصايد الأسماك
- لجنة التجارة والصناعة والطاقة
- لجنة الصحة والرفاهية
- لجنة البيئة والعمل
- لجنة الأراضي والبنية التحتية والنقل
- لجنة الاستخبارات
- لجنة العائلة والمساواة بين الجنسين

### الانتخاب
جرى انتخاب أعضاء الجمعية كل أربعة سنوات عبر نظام العضو المتمم (التصويت الموازي) منذ صدور القانون الانتخابي في مارس سنة 1988. ويقوم هذا النظام على انتخاب بعض الأعضاء من دوائرهم الانتخابية وفقاً لمبدأ الفوز للأكثر أصواتاً، بينما يُنتخب آخرون على مستوى وطني عبر نظام التمثيل النسبي.

## وصلات خارجية
- دراسات البلدان لمكتبة الكونغرس (كوريا الجنوبية) (بالإنجليزية)